# 成都科学技术大学
成都科学技术大学（英語：Chengdu University of Science and Technology，1952年－1994年）是曾位于中国西南成都市，一所以工为主，理、工、管、文相结合的综合性应用研究型大学。直属原国家教委，全国重点院校。座落于成都市新南门外一环路磨子桥，占地面积1020亩，总建筑面积35万平方米。1994年与原四川大学合并，组建四川联合大学。1998年，合并后的学校再次更名为四川大学。

## 学校历史

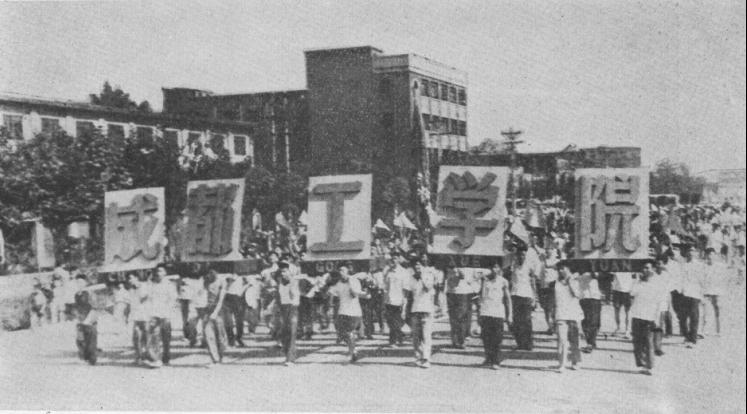
1963年全院7000余师生援越大游行途经人民南路广场

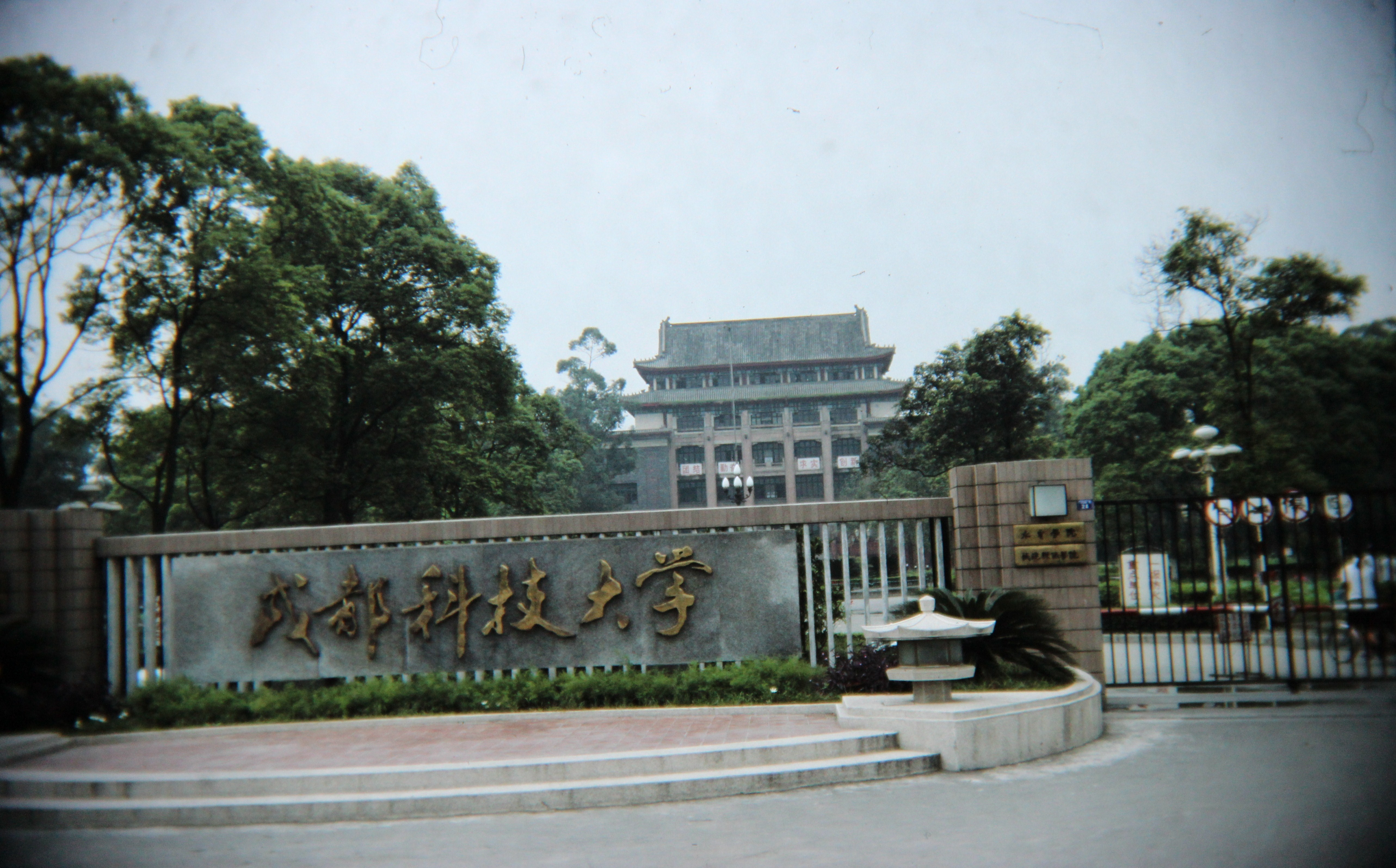
1991年成都科学技术大学校门

学校原名成都工学院，成立于1954年8月。中华人民共和国初期主要布局建立的知名工学院之一，隶属于原高教部。 学院沿革于1944年秋设立的国立四川大学理学院工科（即四川大学工学院前身）、经拓展而于1954年独立建院的成都工学院，和1952年全国院系调整组建的四川化工学院。两校于1954年11月29日经国务院批准合并，定名为成都工学院。
原国立四川大学理学院，于1944年首设工科土木水利系和航空工程系（分别由原中央水工试验室张有龄、中央航空研究院林致平担任系主任）；1945年增设机电工程系，成立四川大学理工学院（院长郑愈）；1947年经教育部批准理工分建，正式成立国立四川大学工学院（首任院长李寿同），挂牌在九眼桥三官塘原川西机械厂（后南光厂）；1948年增设化学工程系，同时机电工程系拆分为机械工程系和电机工程系；建国初先后并进云南大学、川北大学、西南工专等院校的机电土木水利类专业；1952年土木水利系拆分为土木工程系和水利工程系，航空工程系调北京航空学院，铁道建筑工学调中南土木建筑学院（现湖南大学）；1954年8月27日四川大学工学院独立建院。
原四川化工学院，是根据建国初教育部“发展专门学院，整顿和加强综合性大学”的方针，西南军政委员会文教部发文由原四川大学、重庆大学和华西大学、川南工专等院校的化工、皮革、造纸、制糖等专业于1952年10月调配组建而成。设有制革工学、酸碱工学、造纸工学和食品工学本、专科（含化工机械）各4个，首任院长（副）郑方。校址地泸州。
成都工学院办学初期，又遵高教部指示，1956年植物纤维造纸工学调天津大学，糖品物工学调华南工学院；1960年土木工程系整迁重庆，组建重庆交通学院。
1978年10月23日到1981年学校划归中国科学院领导，更名为成都科学技术大学，列为全国重点大学。
1993年11月，与同属国家教委的全国重点大学四川大学合并，改称四川联合大学，1998年12月22日更名为四川大学。

## 工院概况
1.系科及基础设施
主要系科设有（1系至7系依次是）：机械工程系、 电机工程系 、 化学工程系（后分为基本化工系、高分子化工系）、数理力学系（1957年－1963年）、土木工程系（1944年－1960年）和水利工程系等。
工学专业从最多时的28个调整到60年代初稳定的17个（多个学科50年代即开始招收研究生），在轻工、材料、水利能源等门类上占有亚洲
或国内一定优势；较早研究所3个（自动化、水工、稀有金属），校实习工厂2个；研究室加实验室近100个，仪器设备、馆藏图书分别增至１万台和80万册以上，出版《成都工学院学报》。
2.知名专家
（1）一级教授（1957年）：
张铨(著名皮革化学专家)
张洪沅(中国化工学会创始人) 
（2）二级教授（1956年）：
赵沔、陈秉良、丘勤宝、王景贤、徐僖、谢秉仁
（3）中科院院士（1991年）：
徐僖（高分子化学与材料专家）
（4）资深教授：
康振黄、彭荣阁、宁开平、吴持恭、华国祥、李国润、曾宏、隆言泉、滕福生等
（曾在此及前川大工学院（一）、四川化工学院（二）任教的教授与副教授级专家还有：（一）沈君诚、林启庸、胡定、屈智炯、孙鲁、康代光、郑愈、陈宗惠、童舒培、厉宽、张汉良、程良骏、程干云、熊达成、吴明远、李镇南、饶国璋、周存国、曾宪武等54人；（二）何玉昆、刘克本、徐日新、伍应垣、李季伟、高治善、裘桂元、高华寿、袁宏仪、蔡家骥、罗辉、陆钟祜、朱光华、宋远智、徐世宏、陈昆、张文德、赵生信、张东泉、乐以伦等35人。）
3.学院规模
教职工、在校学生（包括研究生）队伍分别从建院时的365人和1273人发展到更名前教职工2531人和学生最多时的5362人（1963年－1964年）。
4.曾经一页
工学院经历了1957年的“西北利亚之鹰”反右运动以及1966年的“炮轰工作组”文革浪潮。在国家“一五”至“五五”期间，完成科研、工程项目数百项，在1978年的全国首次科学大会上获重大科技奖13项
，位全国理工科高校前列第9；培养出近5万名（含在职技术培训生）合格的工程技术和科研教学及管理人才。
杰出毕业生（部分）
（1）部省级（含副）政要及专家：
蒋先进、岳荣寿、杨盛福、宋直元、陈文光等
（2）两院院士：
王方定、段镇基、付依备
5.十大社团
工学院年代，学生的课外活动开展得很活跃。院级课外活动组织就有美术社、文学社、摄影社、合唱团、川剧团、民乐团、管弦乐团、舞蹈队、武术队和无线电爱好者小组等，号称“十大社团”。活动时间，是每周从周一至周六的下午最后一节课。各社团都有自己的办公室，学院也定期给各社团拔發经费。其中，绝大部分社团一直到文革初期才中断活动。
社团成员，不少是品学皆优而又有一技之长的学生。如曾任50年代中后期的原美术社社长申开智，现已是著名的塑料机械模具专家、博士生导师。

## 科大新篇
更名后的成都科学技术大学曾是中国科学院的三所（中国科学技术大学、浙江大学和成都科学技术大学）隶属院校之一，归中科院（后改归教育部）和四川省双重领导，全国重点大学。
1980年10月，学校按照理工结合的方针，拓宽、改造了部分老专业，增设了理科、社会科学、外语、管理等系和部分新学科专业。经过几十年的建设与发展，学校已初步成为一所以材料和能源为特色，以工为主，理、工、管、文结合，多种形式办学，在国内具有相当影响的高等学府。到1993年底，全校已有5个学院、22个系、49个科研所（室）、120个教研室和114个实验室（中心）；在校本科生及研究生计达10000余人。
1.分立学院
设有：水利电力学院、纺织工学院、轻工学院和城建学院等5个。
2.国家重点实验室及学科
水力学与山区河流开发保护国家重点实验室、高分子材料工程国家重点实验室以及皮革化学与工程国家专业实验室。
高分子材料、水力学、原子分子物理、皮革化学与工程4个国家重点学科，高分子材料成型加工轻工部属的重点学科。
3.博士后流动站
拥有：高分子材料及土木、水利两个博士后流动站等。
4.教学与科研
中国原子与分子物理及高压物理与合成研究的主要奠基人苟清泉等著名专家来此执教。著名数学家华罗庚，著名美籍物理学家任之恭、系统专家谈自忠、生物医学工程主任凯兹、英国语言专家詹姆斯等来校讲学。与美国华盛顿大学、约翰霍普金斯大学、伦塞勒理工学院、伊利诺斯大学和英国萨舍克斯大学、舍菲尔德大学等建立广泛的校际联系及交流。上世纪八、九十年代，在与国家与地方的所签科技协议中，成都科大的科技成果输出总额拥有西南第一，是当时发展前景最好的全国几所大学之一。
5.毕业生院士
- 宋永华   英国皇家工程院院士；曾先后任英国布鲁内尔大学副校长、西交利物浦大学常务副校长和清华大学校长助理；现任浙江大学（副）校长
- 石碧   中国工程院院士；长江学者，国际皮革化学家和工艺师协会联合会主席（首位华人）

## 工學院

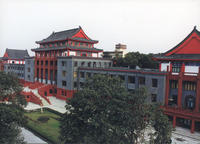
成都工学院第一教学大楼

被誉为全国十大丽景校园的四川大学，其代表建筑是第一教学大楼。楼体主视如宫阙、俯视似航机。据四川大学官方报道，设计师为古平南，负责大楼的设计及四川大学华西校区钟楼的改建。。
工学院已被定为城市优秀近现代建筑，列入国家文物保护管理。

## 历任院（校）长
- 许琦之（1954年－1956年）
- 袁仲凡（1957年－1965年）
- 郑方（1965年－1982年）
- 曹振之（1982年－1983年）
- 王建华（1983年－1992年）
- 陈君楷（1992年－1994年）

[附:四川大学工学院（1947~1954）历任院长:李寿同、林启庸、彭荣阁和康振黄]